# Lac Jackson
Le lac Jackson (Jackson Lake en anglais) est le plus grand lac situé dans le parc national de Grand Teton au Nord-Ouest du Wyoming aux États-Unis. Différentes activités nautiques sont proposées aux touristes venant visiter le parc national.

## Description

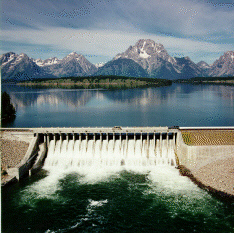
Le lac et son barrage artificiel.

Le lac est essentiellement alimenté par la Snake. Cette rivière, qui prend sa source au nord du parc national, est le plus grand affluent du fleuve Columbia, qui se jette dans l'océan Pacifique.
Lac naturel à l'origine, en 1911 un barrage a été construit qui a augmenté artificiellement sa taille et le volume d'eau retenu : le niveau naturel a été élevé de 10 mètres. Le lac est long de 25 km pour une largeur d'environ 11 km. La profondeur maximale du lac est de 134 m. 
La rivière et le lac sont en partie alimentés par les glaciers des montagnes du massif de Teton Range voisin. 
Le climat de la région est très rude en hiver et le lac gèle, avec parfois une épaisseur de glace pouvant atteindre environ 1,8 mètre. Le lac possède plusieurs îles dont celle de Danahoe Point.

## Utilisation
L'eau du lac est utile pour réguler le débit pour les exploitations agricoles situées en aval le long de la Snake dans l'État voisin de l'Idaho.